# Österreich-Rundfahrt 1999
L'Österreich-Rundfahrt 1999, cinquantunesima edizione della corsa, si svolse dal 7 al 13 giugno su un percorso di 1218 km ripartiti in 7 tappe, con partenza da Gröbming e arrivo a Kaunertaler Gletscherstraße. Fu vinto dall'italiano Maurizio Vandelli davanti all'austriaco Georg Totschnig e allo sloveno Branko Filip.

## Tappe
| Tappa  | Data      | Percorso                                 | km   | Vincitore di tappa   | Leader cl. generale |
| ------ | --------- | ---------------------------------------- | ---- | -------------------- | ------------------- |
| 1ª     | 7 giugno  | Gröbming > Gröbming                      | 138  | Gianluca Bortolami   | Gianluca Bortolami  |
| 2ª     | 8 giugno  | Gröbming > Großraming                    | 169  | Gianluca Bortolami   | Gianluca Bortolami  |
| 3ª     | 9 giugno  | Ternberg > Innkreis                      | 168  | Giovanni Lombardi    | Gianluca Bortolami  |
| 4ª     | 10 giugno | Innkreis > St. Johann/Alpendorf          | 188  | Markus Zberg         | Gianluca Bortolami  |
| 5ª     | 11 giugno | St. Johann/Alpendorf > Bad Hofgastein    | 198  | Arnold Eisel         | Arnold Eisel        |
| 6ª     | 12 giugno | Bad Hofgastein > Kaltenbach              | 181  | Josef Lontscharitsch | Arnold Eisel        |
| 7ª     | 13 giugno | Kaltenbach > Kaunertaler Gletscherstraße | 176  | Maurizio Vandelli    | Maurizio Vandelli   |
| Totale | Totale    | Totale                                   | 1218 |                      |                     |

## Dettagli delle tappe

### 1ª tappa
- 7 giugno: Gröbming > Gröbming – 138 km

| Pos. | Corridore          | Squadra        | Tempo    |
| ---- | ------------------ | -------------- | -------- |
| 1    | Gianluca Bortolami | Vini Caldirola | 3h30'32" |
| 2    | Giovanni Lombardi  | Telekom        | s.t.     |
| 3    | Frantisek Trkal    |                | s.t.     |

| Pos. | Corridore            | Squadra        | Tempo    |
| ---- | -------------------- | -------------- | -------- |
| 1    | Gianluca Bortolami   | Vini Caldirola | 3h30'22" |
| 2    | Josef Lontscharitsch |                | a 1"     |
| 3    | Giovanni Lombardi    | Telekom        | a 4"     |

### 2ª tappa
- 8 giugno: Gröbming > Großraming – 169 km

| Pos. | Corridore          | Squadra        | Tempo    |
| ---- | ------------------ | -------------- | -------- |
| 1    | Gianluca Bortolami | Vini Caldirola | 4h19'19" |
| 2    | Laurent Dufaux     | Saeco          | s.t.     |
| 3    | Markus Zberg       | Rabobank       | s.t.     |

| Pos. | Corridore          | Squadra        | Tempo    |
| ---- | ------------------ | -------------- | -------- |
| 1    | Gianluca Bortolami | Vini Caldirola | 7h49'30" |
| 2    | Laurent Dufaux     | Saeco          | a 15"    |
| 3    | Markus Zberg       | Rabobank       | a 17"    |

### 3ª tappa
- 9 giugno: Ternberg > Innkreis – 168 km

| Pos. | Corridore         | Squadra      | Tempo    |
| ---- | ----------------- | ------------ | -------- |
| 1    | Giovanni Lombardi | Telekom      | 3h55'52" |
| 2    | Frantisek Trkal   |              | s.t.     |
| 3    | Thomas Mühlbacher | Gerolsteiner | s.t.     |

| Pos. | Corridore            | Squadra        | Tempo     |
| ---- | -------------------- | -------------- | --------- |
| 1    | Gianluca Bortolami   | Vini Caldirola | 11h45'19" |
| 2    | Frantisek Trkal      |                | a 14"     |
| 3    | Josef Lontscharitsch |                | a 16"     |

### 4ª tappa
- 10 giugno: Innkreis > St. Johann/Alpendorf – 188 km

| Pos. | Corridore            | Squadra        | Tempo    |
| ---- | -------------------- | -------------- | -------- |
| 1    | Markus Zberg         | Rabobank       | 4h40'52" |
| 2    | Francesco Casagrande | Vini Caldirola | s.t.     |
| 3    | Walter Bonca         |                | s.t.     |

| Pos. | Corridore            | Squadra        | Tempo     |
| ---- | -------------------- | -------------- | --------- |
| 1    | Gianluca Bortolami   | Vini Caldirola | 16h26'11" |
| 2    | Markus Zberg         | Rabobank       | a 10"     |
| 3    | Josef Lontscharitsch |                | s.t.      |

### 5ª tappa
- 11 giugno: St. Johann/Alpendorf > Bad Hofgastein – 198 km

| Pos. | Corridore       | Squadra      | Tempo    |
| ---- | --------------- | ------------ | -------- |
| 1    | Arnold Eisel    |              | 5h06'01" |
| 2    | Branko Filip    | Gerolsteiner | a 1'00"  |
| 3    | Frantisek Trkal |              | a 1'05"  |

| Pos. | Corridore       | Squadra      | Tempo     |
| ---- | --------------- | ------------ | --------- |
| 1    | Arnold Eisel    |              | 21h32'45" |
| 2    | Branko Filip    | Gerolsteiner | a 9"      |
| 3    | Frantisek Trkal |              | a 1'50"   |

### 6ª tappa
- 12 giugno: Bad Hofgastein > Kaltenbach – 181 km

| Pos. | Corridore            | Squadra      | Tempo    |
| ---- | -------------------- | ------------ | -------- |
| 1    | Josef Lontscharitsch |              | 4h06'26" |
| 2    | Peter Wrolich        | Gerolsteiner | s.t.     |
| 3    | Giovanni Lombardi    | Telekom      | a 19"    |

| Pos. | Corridore            | Squadra      | Tempo     |
| ---- | -------------------- | ------------ | --------- |
| 1    | Arnold Eisel         |              | 25h39'30" |
| 2    | Branko Filip         | Gerolsteiner | a 2"      |
| 3    | Josef Lontscharitsch |              | a 1'46"   |

### 7ª tappa
- 13 giugno: Kaltenbach > Kaunertaler Gletscherstraße – 176 km

| Pos. | Corridore         | Squadra | Tempo    |
| ---- | ----------------- | ------- | -------- |
| 1    | Maurizio Vandelli |         | 4h40'14" |
| 2    | Georg Totschnig   | Telekom | a 27"    |
| 3    | Gerhard Trampusch |         | a 1'04"  |

| Pos. | Corridore         | Squadra      | Tempo     |
| ---- | ----------------- | ------------ | --------- |
| 1    | Maurizio Vandelli |              | 30h22'14" |
| 2    | Georg Totschnig   | Telekom      | a 34"     |
| 3    | Branko Filip      | Gerolsteiner | a 58"     |

## Classifiche finali

### Classifica generale
| Pos. | Corridore         | Squadra               | Tempo     |
| ---- | ----------------- | --------------------- | --------- |
| 1    | Maurizio Vandelli |                       | 30h22'14" |
| 2    | Georg Totschnig   | Team Deutsche Telekom | a 34"     |
| 3    | Branko Filip      | Gerolsteiner          | a 58"     |
| 4    | Gerhard Trampusch |                       | a 1'13"   |
| 5    | Thomas Mühlbacher | Gerolsteiner          | a 1'31"   |
| 6    | Holger Sievers    | Hohenfelder-Concorde  | a 2'00"   |
| 7    | Arnold Eisel      |                       | a 2'05"   |
| 8    | Walter Bonca      |                       | a 2'06"   |
| 9    | Matthias Buxhofer |                       | a 2'21"   |
| 10   | Hannes Hempel     |                       | a 2'54"   |